# Epacanthion oliffi
Epacanthion oliffi är en rundmaskart som beskrevs av John Inglis 1966. Epacanthion oliffi ingår i släktet Epacanthion och familjen Enoplidae. Inga underarter finns listade i Catalogue of Life.